# Swarzędz
Swarzędz é um município da Polônia, na voivodia da Grande Polônia e no condado de Poznań. Estende-se por uma área de 9 km², com 30 739 habitantes, segundo os censos de 2017, com uma densidade de 3770 hab/km².

## 
- Erich Ludendorff (1865–1937), general